# NOT 4 SALE
『NOT 4 SALE』（ノット フォー セール）は、1986年3月5日に発売されたTHE GOOD-BYEの企画アルバムである。発売元はビクター音楽産業（現：JVCケンウッド・ビクターエンタテインメント）。
アルバム『4 SALE』のリリース後に発売された、Ver違いや歌詞違いなどを集めたCD(全12曲)・カセット(全10曲)のみの企画盤。『Hello! The Good-Bye』『ALL YOU NEED IS …グッバイに夢中!』『4 SALE』などのリマスター盤CDに分けて収録され、単品での再発売はされていない。

## 収録曲

### カセットテープ

#### SIDE A
1. Shining in the Moonlight
作詞・作曲：野村義男
  - アルバム『ALL YOU NEED IS …グッバイに夢中!』の1曲目候補だった曲で、ボーカルとギターを録り直してある。
2. 朝の光はおまえに
作詞・作曲：竹中尚人
  - ボーカル録り直し、コーラスを加えたもの。
3. 赤いポルシェ
作詞・作曲：THE GOOD-BYE
4. 哀愁TWO NIGHTS
作詞：野村義男／作曲：曾我泰久、P. Willson
5. 原宿TOW NIGHTS
作詞：野村義男／作曲：曾我泰久、P. Willson
  - ミュージカル「原宿物語」主題歌。

#### SIDE B
1. Misty Night (Ver.Ⅱ)
作詞・作曲：曾我泰久
2. とLOVEるジェネレーション (Ver.1)
作詞：野村義男／作曲：曾我泰久
3. 異人さんにはわからない（にくめないのがニクイのさ）
作詞：野村義男／作曲：曾我泰久
4. 摩詞 WHO SEE 議 (WAR GAME Ver.)
作詞・作曲：野村義男
5. NOT 4 SALE のテーマ
作詞・作曲：野村義男／編曲：THE GOOD-BYE

### CD
1. Shining in the Moonlight
2. 朝の光はおまえに
3. 赤いポルシェ
4. 哀愁TWO NIGHTS
5. 原宿TOW NIGHTS
6. Misty Night (Ver.Ⅱ)
7. とLOVEるジェネレーション (Ver.1)
8. 異人さんにはわからない（にくめないのがニクイのさ）
9. 摩詞 WHO SEE 議 (WAR GAME Ver.)

#### ボーナス・トラック
1. 愛 See Tight (Ver.1)
作詞・作曲：野村義男
2. グッバイのテーマ (Ver.1)
作詞：野村義男／作曲：曾我泰久
3. NOT 4 SALE のテーマ